# Suite Smells of Excess
Suite Smells of Excess, llamado El palco de Excesos en Hispanoamérica, es un episodio perteneciente a la duodécima temporada de la serie animada de televisión Los reyes de la colina, estrenado en Estados Unidos por la cadena FOX el 23 de septiembre de 2007. Fue escrito por Dave Schiff y dirigido por Michael Loya. La estrella invitada fue Phil Henderso.

## Sinopsis
Beto llega hipnotizado por el fútbol, por lo cual van a ver el juego, pero por una travesura van a parar aun palco privado, y Héctor es confundido como el exentrenador del equipo contrario Nebraska el cual le indica la jugada que hará ganar el juego.
- Datos: Q7635563